# Jalen Jones
Pour les articles homonymes, voir Jones.
Jalen Jones, né le 27 mai 1993 à Dallas dans le Texas, est un joueur américain de basket-ball. Il évolue au poste d'ailier.

## Biographie

### Carrière universitaire
Il passe ses deux premières années universitaires à l'université méthodiste du Sud où il joue pour les Mustangs entre 2011 et 2013.
Puis, il part à l'université A&M du Texas où il joue pour les Aggies entre 2014 et 2016.

### Carrière professionnelle
Le 23 juin 2016, lors de la draft 2016 de la NBA, automatiquement éligible, il n'est pas sélectionné. Il participe à la NBA Summer League 2016 de Las Vegas avec les Raptors de Toronto ; en cinq matches, il a des moyennes de 3,2 points, 2 rebonds et 0,4 interception en 8,9 minutes par match.
Le 14 septembre 2016, il signe avec les Celtics de Boston pour participer au camp d'entraînement et tenter de faire sa place parmi les quinze joueurs retenus.
Jones est licencié par les Cavaliers de Cleveland le 15 janvier 2019. Le 22 janvier, Jones signe un contrat avec le Saski Baskonia, club espagnol qui participe à l'Euroligue, jusqu'à la fin de la saison.
En janvier 2022, Jones rejoint la Jeunesse laïque de Bourg-en-Bresse, club français de première division en tant que pigiste médical de Eric Mika.
En octobre 2023, il rejoint Cholet Basket, en première division française, pour pallier l'absence sur blessure de Kim Tillie.

## Palmarès
- SEC All-Tournament Team (2016)

## Statistiques

### Universitaires
Les statistiques de Jalen Jones en matchs universitaires sont les suivantes :
| Saison    | Équipe             | Matchs | Titul. | Min./m | % Tir | % 3pts | % LF | Rbds/m. | Pass/m. | Int/m. | Ctr/m. | Pts/m. |
| --------- | ------------------ | ------ | ------ | ------ | ----- | ------ | ---- | ------- | ------- | ------ | ------ | ------ |
| 2011-2012 | Southern Methodist | 32     | 18     | 21,7   | 44,4  | 27,5   | 59,9 | 3,25    | 0,59    | 0,69   | 0,38   | 8,00   |
| 2012-2013 | Southern Methodist | 32     | 32     | 32,4   | 50,6  | 34,8   | 73,0 | 7,75    | 1,00    | 1,22   | 0,72   | 14,03  |
| 2014-2015 | Texas A&M          | 31     | 31     | 28,8   | 45,0  | 30,0   | 72,8 | 6,65    | 0,81    | 0,97   | 0,55   | 13,74  |
| 2015-2016 | Texas A&M          | 33     | 28     | 27,3   | 42,5  | 32,4   | 70,2 | 7,15    | 0,64    | 0,67   | 0,27   | 15,27  |
| Total     | Total              | 128    | 109    | 27,5   | 45,5  | 31,2   | 69,2 | 6,20    | 0,76    | 0,88   | 0,48   | 12,77  |